# Nikia Deveaux
Nikia Hillarie Deveaux (sinh ngày 28 tháng 9 năm 1985) là một vận động viên bơi lội tự do nữ đến từ Bahamas. Cô đã bơi tới quần đảo Bahamas tại Thế vận hội Mùa hè 2004. Tại Pan American Games 2007, cô là một phần của đội tuyển huy chương đồng ở nội dung tiếp sức 4 × 100 m của nữ cùng với Alicia Lightbourne, Arianna Vanderpool và Alana Dillette.